# Qu Dongyu
Qu Dongyu (屈冬玉S, Qū DōngyùP; Yongzhou, 29 ottobre 1963) è un politico cinese.
È il nono direttore generale dell'Organizzazione delle Nazioni Unite per l'alimentazione e l'agricoltura (FAO) dal 1º agosto 2019.

## Vita e formazione
Nato nell'ottobre del 1963 a Yongzhou, nello Hunan in Cina, ha studiato biologia e si è laureato nel 1987 in scienze biologiche, poi ha conseguito una laurea all'Università Agraria dello Hunan nel 1989. Ha inoltre conseguito un master in genetica all'Accademia Cinese di Scienze Agricole ed un dottorato in agricoltura e scienze ambientali all'Università di Wageningen nei Paesi Bassi.

## Carriera
Dal 2001 al 2011 è stato vicepresidente dell'Accademia Cinese di Scienze Agricole e dal 2011 al 2015 è stato vicepresidente della Regione Autonoma di Ningxia Hui. Nel 2015 è stato anche viceministro dell'agricoltura e degli affari rurali. Al ministero ha appunto avuto l'occasione di venire a contatto con la FAO, ma anche con il Centro per l'Agricoltura e le Bioscienze Internazionale.
Qu vinse con 108 voti dei 191 espressi dai 194 paesi membri.